# Belton (Missouri)
Pour les articles homonymes, voir Belton.
Belton est une ville du Missouri, située dans le comté de Cass. 